# Secrétaire d'État aux Colonies (Royaume-Uni)
Pour les articles homonymes, voir Secrétaire d'État aux Colonies.

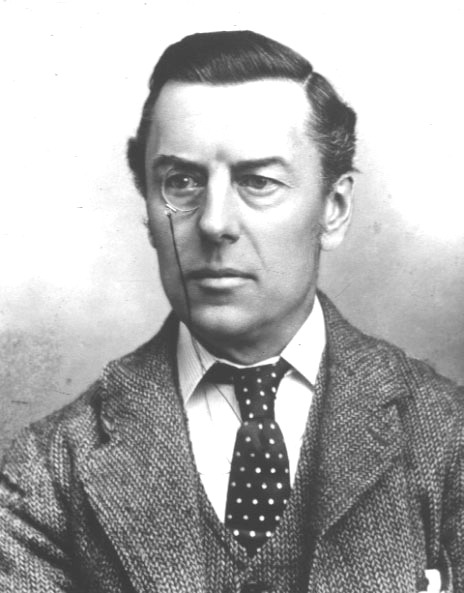
Joseph Chamberlain, secrétaire d'État aux Colonies de 1895 à 1903 et plus long détenteur de la fonction.

Le secrétaire d'État aux Colonies (anglais : Secretary of State for the Colonies) était au Royaume-Uni de Grande-Bretagne le ministre chargé du Bureau des Colonies, lequel administrait l'Empire colonial britannique. Le poste a existé de 1768 à 1782 afin de gérer la crise avec les Treize colonies britanniques en Amérique du Nord puis de 1854 à 1966 pour l'ensemble des colonies du pays.
Avant 1768, cette responsabilité incombait au secrétaire d'État au département du Sud, chargé de l'administration du Sud de l'Angleterre, du Pays de Galles, de l'Irlande, des colonies américaines et des relations avec les États catholiques et islamiques. De 1782 à 1854, les colonies ont été administrées au sein du bureau de l'Intérieur puis du bureau de la Guerre.

## Secrétaires d'État aux Colonies de 1768 à 1782
| Nom | Nom            | Portrait | Mandat           | Mandat           |
| --- | -------------- | -------- | ---------------- | ---------------- |
|     | Wills Hill     |          | 27 février 1768  | 27 août 1772     |
|     | William Legge  |          | 27 août 1772     | 10 novembre 1775 |
|     | George Germain |          | 10 novembre 1775 | Février 1782     |
|     | Welbore Ellis  |          | Février 1782     | 8 mars 1782      |

## Abolition, nouveau poste
En 1782, à la suite de la perte des colonies américaines, le poste fut aboli et les responsabilités rattachées à celui-ci furent transférées au secrétaire d'État au département de l'Intérieur, à l'époque Lord Sydney. 
En 1794, un nouveau poste fut créé pour Henry Dundas — le secrétaire d'État à la Guerre — qui prit alors la responsabilité des affaires coloniales. Son poste fut conséquemment renommé, en 1801, « secrétaire d'État à la Guerre et aux Colonies ».

## Secrétaires d'État aux Colonies de 1854 à 1903
En 1854, des réformes militaires menèrent à la séparation définitive des responsabilités militaires et coloniales et deux postes furent ainsi créés. Sir George Grey, 2e baronnet devint le premier Secrétaire d'État aux colonies de ce nouvel arrangement ministériel.
| Nom | Nom                                             | Portrait                            | Mandat           | Mandat            | Parti politique  | Premier Ministre | Premier Ministre                                         |
| --- | ----------------------------------------------- | ----------------------------------- | ---------------- | ----------------- | ---------------- | ---------------- | -------------------------------------------------------- |
|     | George Grey                                     |                                     | 12 juin 1854     | 8 février 1855    | Whig             |                  | Comte d'Aberdeen (Coalition)                             |
|     | Sidney Herbert                                  |                                     | 8 février 1855   | 23 février 1855   | Whig             |                  | Vicomte Palmerston                                       |
|     | John Russell                                    |                                     | 23 février 1855  | 21 juillet 1855   | Whig             |                  | Vicomte Palmerston                                       |
|     | William Molesworth                              |                                     | 21 juillet 1855  | 21 novembre 1855  | Whig             |                  | Vicomte Palmerston                                       |
|     | Henry Labouchere                                |                                     | 21 novembre 1855 | 21 février 1858   | Whig             |                  | Vicomte Palmerston                                       |
|     | Edward Stanley                                  |                                     | 26 février 1858  | 5 juin 1858       | Conservateur     |                  | 14e Comte de Derby                                       |
|     | Edward Bulwer-Lytton                            |                                     | 5 juin 1858      | 11 juin 1859      | Conservateur     |                  | 14e Comte de Derby                                       |
|     | Henry Pelham-Clinton                            |                                     | 18 juin 1859     | 7 avril 1864      | Liberal          |                  | Vicomte Palmerston                                       |
|     | Edward Cardwell                                 |                                     | 7 avril 1864     | 26 juin 1866      | Liberal          |                  | Vicomte Palmerston                                       |
|     | Edward Cardwell                                 | Comte Russell                       | 7 avril 1864     | 26 juin 1866      | Liberal          |                  |                                                          |
|     | Henry Herbert                                   |                                     | 6 juillet 1866   | 8 mars 1867       | Conservateur     |                  | 14e Comte de Derby                                       |
|     | Richard Temple-Nugent-Brydges-Chandos-Grenville |                                     | 8 mars 1867      | 1er décembre 1868 | Conservateur     |                  | 14e Comte de Derby                                       |
|     | Richard Temple-Nugent-Brydges-Chandos-Grenville | Benjamin Disraeli                   | 8 mars 1867      | 1er décembre 1868 | Conservateur     |                  |                                                          |
|     | Granville Leveson-Gower                         |                                     | 9 décembre 1868  | 6 juillet 1870    | Liberal          |                  | William Ewart Gladstone                                  |
|     | John Wodehouse                                  |                                     | 6 juillet 1870   | 17 février 1874   | Liberal          |                  | William Ewart Gladstone                                  |
|     | Henry Herbert                                   |                                     | 21 février 1874  | 4 février 1878    | Conservateur     |                  | Benjamin Disraeli                                        |
|     | Michael Hicks Beach                             |                                     | 4 février 1878   | 21 avril 1880     | Conservateur     |                  | Benjamin Disraeli                                        |
|     | John Wodehouse                                  |                                     | 21 avril 1880    | 16 décembre 1882  | Liberal          |                  | William Ewart Gladstone                                  |
|     | Edward Stanley                                  |                                     | 16 décembre 1882 | 9 juin 1885       | Liberal          |                  | William Ewart Gladstone                                  |
|     | Frederick Stanley                               |                                     | 24 juin 1885     | 28 janvier 1886   | Conservateur     |                  | Robert Arthur Talbot Gascoyne-Cecil                      |
|     | Granville Leveson-Gower                         |                                     | 6 février 1886   | 20 juillet 1886   | Liberal          |                  | William Ewart Gladstone                                  |
|     | Edward Stanhope                                 |                                     | 3 août 1886      | 14 janvier 1887   | Conservateur     |                  | Robert Arthur Talbot Gascoyne-Cecil                      |
|     | Henry Holland                                   |                                     | 14 janvier 1887  | 11 août 1892      | Conservateur     |                  | Robert Arthur Talbot Gascoyne-Cecil                      |
|     | George Robinson                                 |                                     | 18 août 1892     | 21 juin 1895      | Liberal          |                  | William Ewart Gladstone                                  |
|     | George Robinson                                 | Comte de Rosebery                   | 18 août 1892     | 21 juin 1895      | Liberal          |                  |                                                          |
|     | Joseph Chamberlain                              |                                     | 29 juin 1895     | 16 septembre 1903 | Liberal Unionist |                  | Robert Arthur Talbot Gascoyne-Cecil (Unionist Coalition) |
|     | Joseph Chamberlain                              | Arthur Balfour (Unionist Coalition) | 29 juin 1895     | 16 septembre 1903 | Liberal Unionist |                  |                                                          |

## Secrétaires d'État aux colonies de 1903 à 1966
| Nom | Nom                    | Portrait                                           | Mandat           | Mandat           | Parti politique  | Premier ministre                     | Premier ministre                     |
| --- | ---------------------- | -------------------------------------------------- | ---------------- | ---------------- | ---------------- | ------------------------------------ | ------------------------------------ |
|     | Alfred Lyttelton       |                                                    | 11 octobre 1903  | 4 décembre 1905  | Liberal Unionist |                                      | Arthur Balfour (Unionist Coalition)  |
|     | Victor Bruce           |                                                    | 10 décembre 1905 | 12 avril 1908    | Liberal          |                                      | Henry Campbell-Bannerman             |
|     | Robert Crewe-Milnes    |                                                    | 12 avril 1908    | 3 novembre 1910  | Liberal          |                                      | H. H. Asquith                        |
|     | Lewis Vernon Harcourt  |                                                    | 3 novembre 1910  | 25 mai 1915      | Liberal          |                                      | H. H. Asquith                        |
|     | Andrew Bonar Law       |                                                    | 25 mai 1915      | 10 décembre 1916 | Conservateur     |                                      | H. H. Asquith (Coalition)            |
|     | Walter Long            |                                                    | 10 décembre 1916 | 10 janvier 1919  | Conservateur     |                                      | David Lloyd George (Coalition)       |
|     | Alfred Milner          |                                                    | 10 janvier 1919  | 13 février 1921  | Liberal          |                                      | David Lloyd George (Coalition)       |
|     | Winston Churchill      |                                                    | 13 février 1921  | 19 octobre 1922  | Liberal          |                                      | David Lloyd George (Coalition)       |
|     | Victor Cavendish       |                                                    | 24 octobre 1922  | 22 janvier 1924  | Conservateur     |                                      | Andrew Bonar Law                     |
|     | Victor Cavendish       | Stanley Baldwin                                    | 24 octobre 1922  | 22 janvier 1924  | Conservateur     |                                      |                                      |
|     | James Henry Thomas     |                                                    | 22 janvier 1924  | 3 novembre 1924  | Labour           |                                      | Ramsay MacDonald                     |
|     | Leo Amery              |                                                    | 6 novembre 1924  | 4 juin 1929      | Conservateur     |                                      | Stanley Baldwin                      |
|     | Sidney Webb            |                                                    | 7 juin 1929      | 24 août 1931     | Labour           |                                      | Ramsay MacDonald                     |
|     | James Henry Thomas     |                                                    | 25 août 1931     | 5 novembre 1931  | National Labour  |                                      | Ramsay MacDonald (1st National Min.) |
|     | Philip Cunliffe-Lister |                                                    | 5 novembre 1931  | 7 juin 1935      | Conservateur     | Ramsay MacDonald (2nd National Min.) |                                      |
|     | Malcolm MacDonald      |                                                    | 7 juin 1935      | 22 novembre 1935 | National Labour  |                                      | Stanley Baldwin (3rd National Min.)  |
|     | James Henry Thomas     |                                                    | 22 novembre 1935 | 22 mai 1936      | National Labour  |                                      | Stanley Baldwin (3rd National Min.)  |
|     | William Ormsby-Gore    |                                                    | 28 mai 1936      | 16 mai 1938      | Conservateur     |                                      | Stanley Baldwin (3rd National Min.)  |
|     | William Ormsby-Gore    | Neville Chamberlain (4th National Min.; Coalition) | 28 mai 1936      | 16 mai 1938      | Conservateur     |                                      |                                      |
|     | Malcolm MacDonald      |                                                    | 16 mai 1938      | 12 mai 1940      | National Labour  |                                      |                                      |
|     | George Lloyd           |                                                    | 12 mai 1940      | 8 février 1941   | Conservateur     |                                      | Winston Churchill (Coalition)        |
|     | Walter Guinness        |                                                    | 8 février 1941   | 22 février 1942  | Conservateur     |                                      | Winston Churchill (Coalition)        |
|     | Robert Gascoyne-Cecil  |                                                    | 22 février 1942  | 22 novembre 1942 | Conservateur     |                                      | Winston Churchill (Coalition)        |
|     | Oliver Stanley         |                                                    | 22 novembre 1942 | 26 juillet 1945  | Conservateur     |                                      | Winston Churchill (Coalition)        |
|     | George Hall            |                                                    | 3 août 1945      | 4 octobre 1946   | Labour           |                                      | Clement Attlee                       |
|     | Arthur Creech Jones    |                                                    | 4 octobre 1946   | 28 février 1950  | Labour           |                                      | Clement Attlee                       |
|     | Jim Griffiths          |                                                    | 28 février 1950  | 26 octobre 1951  | Labour           |                                      | Clement Attlee                       |
|     | Oliver Lyttelton       |                                                    | 28 octobre 1951  | 28 juillet 1954  | Conservateur     |                                      | Winston Churchill                    |
|     | Alan Lennox-Boyd       |                                                    | 28 juillet 1954  | 14 octobre 1959  | Conservateur     |                                      | Winston Churchill                    |
|     | Alan Lennox-Boyd       | Anthony Eden                                       | 28 juillet 1954  | 14 octobre 1959  | Conservateur     |                                      |                                      |
|     | Alan Lennox-Boyd       | Harold Macmillan                                   | 28 juillet 1954  | 14 octobre 1959  | Conservateur     |                                      |                                      |
|     | Iain Macleod           |                                                    | 14 octobre 1959  | 9 octobre 1961   | Conservateur     |                                      |                                      |
|     | Reginald Maudling      |                                                    | 9 octobre 1961   | 13 juillet 1962  | Conservateur     |                                      |                                      |
|     | Duncan Sandys          |                                                    | 13 juillet 1962  | 16 octobre 1964  | Conservateur     |                                      |                                      |
|     | Duncan Sandys          | Alec Douglas-Home                                  | 13 juillet 1962  | 16 octobre 1964  | Conservateur     |                                      |                                      |
|     | Anthony Greenwood      |                                                    | 18 octobre 1964  | 23 décembre 1965 | Labour           |                                      | Harold Wilson                        |
|     | Frank Pakenham         |                                                    | 23 décembre 1965 | 6 avril 1966     | Labour           |                                      | Harold Wilson                        |
|     | Frederick Lee          |                                                    | 6 avril 1966     | 1er août 1966    | Labour           |                                      | Harold Wilson                        |

## Responsabilités
Jusqu'en 1925, lors de la création du poste de secrétaire d'État aux affaires des Dominions, le Bureau colonial avait la responsabilité de toutes les colonies et dominions britanniques à l'exception de l'Inde, qui avait son propre secrétaire d'État. 
En 1966, la plupart des colonies et dominions ayant obtenu leur indépendance politique, les responsabilités du poste furent combinées à celles du secrétaire d'État aux Relations du Commonwealth pour n'en faire plus qu'un, nommé secrétaire d'État aux affaires du Commonwealth.
En 1968, le Bureau du Commonwealth se vit englobé par le Bureau des affaires étrangères, qui devint le Bureau des affaires étrangères et du Commonwealth.
De 1768 à 1966, un sous-secrétaire d'État assistait le secrétaire d'État dans ses fonctions.